# Циомжиньский, Александер
Александер Циомжиньский (пол. Aleksander Ciążyński, род. 30 апреля 1945 года, Гнезно, ум. 11 ноября 2021 года) — польский спортсмен, специализировался в хоккее на траве, участник Олимпийских игр.

## Биография
Сын Генрика и Эмилии (девичья фамилия Вуйцик). Закончил профессиональную школу в Гнезно, получив специальность слесаря и токаря.
В хоккей на траве играл за клубы: Спарта (Гнезно), во время военной службы за Грюнвальд (Познань), с которым завоевал чемпионат Польши 1966 года, затем за Стеллу (Гнезно) (чемпион Польши 1974). Играл на позиции нападающего. Мастер спорта.
В 1962—1972 годах принял участие в 30 матчах сборной Польши. В том числе играл на чемпионате Европы 1970 (7 место) и на Олимпийских играх 1972 в Мюнхене. На Олимпиаде сборная Польши заняла 11 место.
Был женат на Еве Высоцкой, дочери Катажина (р. 1973) и Магдалина (р. 1978), сыновья Михал (р. 1982) и Кароль (р. 1985)). Брат Ежи также играл в хоккей.